# 1767
| 1767               |
| ------------------ |
| Dødsfald - Fødsler |
| • Begivenheder     |

| Gregoriansk kalender | 1767 MDCCLXVII          |
| Ab urbe condita      | 2520                    |
| Armensk kalender     | 1216 ԹՎ ՌՄԺԶ            |
| Kinesiske kalender   | 4463 – 4464 丙戌 – 丁亥 |
| Etiopisk kalender    | 1759 – 1760             |
| Jødisk kalender      | 5527 – 5528             |
| Hindukalendere       |                         |
| - Vikram Samvat      | 1822 – 1823             |
| - Shaka Samvat       | 1689 – 1690             |
| - Kali Yuga          | 4868 – 4869             |
| Iransk kalender      | 1145 – 1146             |
| Islamisk kalender    | 1181 – 1182             |

Konge i Danmark: Christian 7. 1766 – 1808
Se også 1767 (tal)

## Begivenheder
- Ritmester Hans Nicolai Hoff køber Silkeborg-området af kongen og lader i årene derefter opføre en lille hovedgård (Silkeborg Hovedgård) med hovedbygning og længer af sten fra slottet
- 2. januar - Første eksemplar af Aalborg Stiftstidende udkommer.
- 8. juni - Offentligt skriftemål afskaffes

## Født
- 6. januar – Rasmus Frankenau, dansk læge og forfatter (død 1814).
- 15. marts – Andrew Jackson, USAs 7. præsident (død 1845)
- 28. oktober - Dronning Marie Sophie Frederikke, dronning af Danmark 1808-39 og af Norge 1808-14 (død 1852).

## Dødsfald
- 24. juni - Johan Henrik Freithoff, norsk-dansk violinist, komponist og embedsmand (født 1713).
- 25. juni – Georg Philipp Telemann, tysk komponist (født 1681).